# Majestetsko pismo
Majestetsko pismo je listina, s katero je cesar Rudolf II. Habsburški leta 1609 zajamčil versko svobodo češkim luterancem, češkim stanovom pa je hkrati izročil v upravo praško univerzo. 